# Naduvattam
Naduvattam là một thị xã panchayat của quận The Nilgiris thuộc bang Tamil Nadu, Ấn Độ.

## Địa lý
Naduvattam có vị trí 11°29′B 76°34′Đ / 11,48°B 76,57°Đ Nó có độ cao trung bình là 1953 mét (6407 feet).

## Nhân khẩu
Theo điều tra dân số năm 2001 của Ấn Độ, Naduvattam có dân số 11.706 người. Phái nam chiếm 51% tổng số dân và phái nữ chiếm 49%. Naduvattam có tỷ lệ 64% biết đọc biết viết, cao hơn tỷ lệ trung bình toàn quốc là 59,5%: tỷ lệ cho phái nam là 73%, và tỷ lệ cho phái nữ là 55%. Tại Naduvattam, 11% dân số nhỏ hơn 6 tuổi.